# Lasionycta phoca
Lasionycta phoca är en fjärilsart som beskrevs av Heinrich Benno Möschler 1864. Lasionycta phoca ingår i släktet Lasionycta och familjen nattflyn. Inga underarter finns listade i Catalogue of Life.

## Bildgalleri

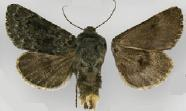